# Thừa chính viện nhật ký
Thừa chính viện nhật ký (tiếng Hàn: Seungjeongwon ilgi) là một quyển nhật ký của Seungjeongwon, thư ký hoàng gia trong suốt Nhà Triều Tiên của Triều Tiên (1392 - 1910), người khi lại cuộc sống thường ngày của vua và những cuộc tảo triều của vua đối với bộ máy hành chính. Báo vật quốc gia thứ 303 của Hàn Quốc và là một trong di sản tư liệu thế giới của UNESCO.

## Liên kết
- Trang chủ (bằng tiếng Hàn) Lưu trữ ngày 6 tháng 9 năm 2014 tại Wayback Machine